# 卢卡·班蒂
卢卡·班蒂（義大利語：Luca Banti，1974年3月27日—），意大利足球裁判，生于托斯卡纳大区利沃诺，目前执法意甲。2009年起成为国际级裁判。
有媒体将卢卡·班蒂视为尤文图斯的福星。据2013年4月的统计，班蒂执法了16场尤文图斯的比赛，其中11场尤文图斯获胜。巧的是，卢卡·班蒂身为主裁判执法的第一场意甲比赛正是2004-2005赛季尤文图斯主场4比2击败卡利亚里的比赛。